# Bastia
Bastia (pronunciat [bas'tia], Bastìa en cors) és una ciutat corsa, capital del departament de l'estat francès de l'Alta Còrsega. La ciutat està situada al nord-est de l'illa de Còrsega, a la costa de la mar Tirrena. La seva població frega els 40.000 habitants. Amb l'aglomeració urbana depassa els 50.000 habitants. El nom de la ciutat deriva de l'italià bastiglia, és a dir, 'ciutadella', per la fortificació que hi van construir els genovesos al segle xiv.
Bastia és la segona ciutat de Còrsega pel que fa al nombre d'habitants i el primer port de l'illa. El sector terciari ocupa més del 80% de la població activa.
Va ser fundada pels genovesos al segle xiv (1313) i des del 1453 fou la seu del governador genovès. El 1764, amb la resta de l'illa, passà a domini francès. El 1811, en temps de Napoleó, perdé la capitalitat, que fou transferida a Aiacciu (Ajaccio en francès).
Destaquen les esglésies barroques dels segles xvii i xviii: San Ghjuvan Battista, la més gran de Còrsega; l'oratori de San Roccu, l'església de Santa Maria i la capella de Santa Croce.

## Clima
Bastia té clima mediterrani. La temperatura mitjana anual és de 15,5 °C: la temperatura mitjana de gener és de 9,1 °C i la d'agost de 23,3 °C. La pluviometria mitjana anual és de 799 litres amb el mínim de pluja al juliol i l'agost i el màxim al novembre.

## Persones il·lustres
- Salvatore Viale (1787-1861), escriptor en cors, considerat el fundador de la literatura corsa moderna
- Vattelapesca (1832-1909), escriptor en cors
- Henriette Puig-Roget (1910 - París, 1992), organista, pianista, compositora i professora de música
- Ghjacumu Thiers (1945), escriptor i activista

## Esport
- Sporting Club de Bastia
- Cercle Athlétique Bastiais